# Tirupattur
Tirupattur (también Tirupathur, Thirupathur) es una ciudad en el estado indio de Tamil Nadu. La población es de alrededor de 64000 (censo de 2011). Tirupattur es la sede administrativa del distrito de Tirupattur.
Tirupattur se encuentra en el interior norte de Tamil Nadu, a unos 90 kilómetros al suroeste de Vellore y 220 kilómetros al oeste de la capital, Chennai. La ciudad está ubicada en la llanura, no lejos de las montañas Jawadi y Yelagiri. Debido a los ricos depósitos de sándalo en las áreas montañosas circundantes, Tirupattur es conocida como la "Ciudad del Sándalo".
El 68 por ciento de la población de Tirupattur son hindúes. También hay una minoría musulmana más grande (28 por ciento) y una pequeña minoría de cristianos (3 por ciento). Como en todo Tamil Nadu, el idioma principal es el tamil, que es hablado por el 63 por ciento de la población como lengua materna. La mayoría de los musulmanes (el 28 por ciento de la población total) habla urdu. También hay una minoría de hablantes de telugu (6 por ciento).